# Humahuaca (departamento)
Humahuaca é um departamento da província de Jujuy.